# Henriette Knuth
Gräfin Henriette Knuth-Knuthenborg (* 18. Dezember 1863 auf Jomfruens Egede, bei Faxe; † 25. April 1949 in Kopenhagen) war eine dänische Lehrerin und christliche Funktionärin.

## Leben
Knuth entstammte väterlicherseits dem mecklenburgisch-dänischen Uradelsgeschlecht Knuth. Sie war das älteste von insgesamt neun Kindern Frederik Christian Julius Knuths und dessen Gattin Anna Eleonora Frederikke Elisabeth, geb. Gräfin Holck-Winterfeldt. Henriettes jüngster Bruder war der Ingenieur Flemming Knuth.
Von 1880 bis 1900 arbeitete Kunth als Lehrerin einer von ihr betriebenen Mädchenschule. 1901 bis 1909 war sie die Leiterin der Kristelig Forening for Unge Kvinder, 1909 bis 1929 war sie deren Landesvorsitzende. 1916 bis 1935 war sie Mitglied des Vorstandes der dänischen Missionsgesellschaft. Später war sie Konventualin im Gisselfelder Kloster. Sie war Trägerin der Fortjenstmedaljen in Gold.

## Vorfahren
| Henriette Knuth Gräfin von Knuthenborg | Frederik Christian Julius Knuth Graf von Knuthenborg             | Julius Knuth Graf von Knuthenborg                             | Frederik Knuth Graf von Knuthenborg                                   |
| Henriette Knuth Gräfin von Knuthenborg | Frederik Christian Julius Knuth Graf von Knuthenborg             | Julius Knuth Graf von Knuthenborg                             | Juliane Marie Knuth, geb. von Møsting                                 |
| Henriette Knuth Gräfin von Knuthenborg | Frederik Christian Julius Knuth Graf von Knuthenborg             | Georgine Frederikke Vilhelmine Knuth, geb. von Hauch          | Johan Christian von Hauch Kammerherr                                  |
| Henriette Knuth Gräfin von Knuthenborg | Frederik Christian Julius Knuth Graf von Knuthenborg             | Georgine Frederikke Vilhelmine Knuth, geb. von Hauch          | Pauline Christiane von Numsen, geb. Rye                               |
| Henriette Knuth Gräfin von Knuthenborg | Anna Eleonora Frederikke Elisabeth Knuth, geb. Holck-Winterfeldt | Gustav Christian Holck-Winterfeldt Graf von Holck-Winterfeldt | Flemming Frederik Cai Holck-Winterfeldt Graf von Holck-Winterfeldt    |
| Henriette Knuth Gräfin von Knuthenborg | Anna Eleonora Frederikke Elisabeth Knuth, geb. Holck-Winterfeldt | Gustav Christian Holck-Winterfeldt Graf von Holck-Winterfeldt | Judith Holck-Winterfeldt, geb. de Windt                               |
| Henriette Knuth Gräfin von Knuthenborg | Anna Eleonora Frederikke Elisabeth Knuth, geb. Holck-Winterfeldt | Christiane Holck-Winterfeldt, geb. Danneskiold-Samsøe Priorin | Christian Conrad Sofus Danneskiold-Samsøe Graf von Danneskiold-Samsøe |
| Henriette Knuth Gräfin von Knuthenborg | Anna Eleonora Frederikke Elisabeth Knuth, geb. Holck-Winterfeldt | Christiane Holck-Winterfeldt, geb. Danneskiold-Samsøe Priorin | Johanne Henriette Valentine Danneskiold-Samsøe, geb.Kaas              |

## Endnoten
1. 1 2 3 4 5 6  Hilda Rømer Christensen: Henriette Knuth (1863–1949), in: Dansk Kvindebiografisk Leksikon.
2. 1 2  finnholbek.dk: Henriette komtesse Knuth-Knuthenborg, zuletzt abgerufen am 18. September 2019.

| Personendaten    | Personendaten                                     |
| ---------------- | ------------------------------------------------- |
| NAME             | Knuth, Henriette                                  |
| ALTERNATIVNAMEN  | Knuth-Knuthenborg, Henriette (vollständiger Name) |
| KURZBESCHREIBUNG | dänische Lehrerin und christliche Funktionärin    |
| GEBURTSDATUM     | 18. Dezember 1863                                 |
| GEBURTSORT       | Jomfruens Egede, Dänemark                         |
| STERBEDATUM      | 25. April 1949                                    |
| STERBEORT        | Kopenhagen                                        |